# Hollies Sing Dylan
Albums de The Hollies
Butterfly
(1967) Hollies Sing Hollies
(1969)
Hollies Sing Dylan est le huitième album du groupe The Hollies, sorti en 1969. Comme l'indique son titre, il se compose entièrement de reprises de Bob Dylan. Aux États-Unis, il est édité sous le titre Words and Music by Bob Dylan.
Il s'agit du premier album des Hollies sans Graham Nash, qui a quitté le groupe à la fin de l'année précédente. Il est remplacé par Terry Sylvester (en).

## Titres
Toutes les chansons sont écrites et composées par Bob Dylan, sauf This Wheel's on Fire, coécrite par Dylan avec Rick Danko.
| 1. | When the Ship Comes In    | 2:47 |
| 2. | I'll Be Your Baby Tonight | 3:30 |
| 3. | I Want You                | 2:16 |
| 4. | This Wheel's on Fire      | 2:58 |
| 5. | I Shall Be Released       | 3:29 |
| 6. | Blowin' in the Wind       | 4:12 |

| 7.  | Quit Your Low Down Ways (en)  | 2:47 |
| 8.  | Just Like a Woman             | 4:07 |
| 9.  | The Times They Are a-Changin' | 3:20 |
| 10. | All I Really Want to Do       | 2:27 |
| 11. | My Back Pages                 | 3:02 |
| 12. | Mighty Quinn                  | 2:27 |

## Musiciens
- Bernie Calvert : basse, chant
- Allan Clarke : chant, harmonica
- Bobby Elliott : batterie, percussions
- Tony Hicks : guitare, banjo, chant
- Terry Sylvester : guitare, chant

## Classements
| Classement                    | Meilleure position | Semaines dans le Top 40 |
| ----------------------------- | ------------------ | ----------------------- |
| Royaume-Uni (UK Albums Chart) | 3                  | 7                       |